# اوزان (خداآفرین)
اوزان یکی از روستاهای استان آذربایجان شرقی است که در دهستان منجوان غربی شهرستان خداآفرین واقع شده‌است.